# Pandanus marinus
Pandanus marinus är en enhjärtbladig växtart som beskrevs av Harold St.John. Pandanus marinus ingår i släktet Pandanus och familjen Pandanaceae. Inga underarter finns listade.